# Людська багатоніжка 2
Людська́ багатоні́жка 2 (англ. The Human Centipede II (Full Sequence)) — драма знята голландським режисером Томом Сіксом у 2011 році. Є сиквелом фільму 2009 року «Людська багатоніжка». Фільм був заборонений у Великій Британії BBFC через його зміст/
Фільм знятий на кольорову плівку, але пізніше був перероблений в чорно-білому стилі.[джерело?]
Головний антагоніст фільму Мартін, у виконанні Лоуренса Р. Гарві, не говорить ані слова, за винятком декількох смішків і зойків. У другій половині фільму майже немає діалогів, крім криків і мукання.

## Сюжет
Мартін, маленький товстий чоловік в окулярах, у якого бувають напади астми, коротає час у своїй сторожці, раз по раз переглядаючи DVD з фільмом «Людська багатоніжка». Мартін ледь не затирає диск, оскільки сексуально збуджується, споглядаючи страждання людей на екрані. Одного разу він помічає парочку молодих людей, які про щось голосно сперечаються на пустій автостоянці. Мартін щось задумує, вдивляючись в екрани камер спостереження. Недовго думаючи, Мартін бере монтувальник і рушає до припаркованого автомобіля. Простріливши жертвам ноги, Мартін вирубує хлопця і дівчину ударом по голові та ховає у своєму маленькому фургоні.
Згодом, фургон стає притулком ще для кількох жертв. Мартін орендує ангар, де збирається втілити в життя свій давній план. Також він, під виглядом Квентіна Тарантіно, запрошує акторів, що зіграли ланки багатоніжки у фільмі, щоб приєднати їх до своєї багатоніжки, проте прилетіти змогла тільки Ешлін Єнні. У підсумку зібравши 12 осіб, він починає неакуратно готувати їх до об'єднання, в процесі чого двоє гинуть. У підсумку він, зшиваючи ланки степлером збирає багатоніжку з 10 осіб, поставивши Ешлін на перше місце, він немагається нагодувати Ешлін сечею та калом раніше зібраними в невеличкий контейнер та вилитими у собачу миску, Ешлін відмовляється, тоді він бере трубку і встромиаши їй у горло починає вливати свої екскременти у шлунок Ешлін, пізніше через її крики, Мартін вириває їй язика. Зробивши уколи всім у багатоніжці Мартін радісно дивиться як у кожної ланки почався понос. Після Мартін гвалтує дівчину у кінці багатоніжки. Раптово у вагітної жінки у кінці ангара, яка здавалась мертвою, починаються пологи, вона біжить на вулицю, запирається у припаркованій машині, народжує всередині, і розтрощивши голову своєму новонародженому малюкові при натиску на газ їде геть. Поки Мартін плаче на вулиці, багатоніжка розривається на дві частини й намагається втекти, після чого Мартін по черзі вбиває всі ланки багатоніжки. Перед вбивством Ешлін, він отримує від неї подарунок у вигляді сколопендри, загнаної в його анус. Зарізавши Ешлін, він поспішно йде, залишивши після себе 11 трупів.

## Акторський склад
- Лоуренс Р. Гарві — Мартін Ломакс
- Ешлін Єнні — в ролі самої себе / Ланка 1
- Медді Блек — Кенді / Ланка 2
- Кендіс Кейн — Керри / Ланка 3
- Ґейб Керр — Пол / Ланка 4
- Лукас Гансен — Айан / Ланка 5
- Лі Ніколас Гарріс — Дік / Ланка 6
- Дан Берман — Ґреґ / Ланка 7
- Деніел Джуд Генніс — Тім / Ланка 8
- Джорджія Ґудрік — Валері / Ланка 9
- Емма Лок — Кім / Ланка 10
- Кетрін Темплар — Рейчел, вагітна жінка.
- Пітер Бланкенштайн — Алан
- Вів'єн Брідсон — Місис Ломакс, мати Мартіна
- Білл Гатченс — Доктор Себрінг, психіатр Мартіна
- Пітер Чарльтон — Джейк